# Rathsberg
Rathsberg (fränkisch: Radsbärch) ist ein Gemeindeteil der Gemeinde Marloffstein im Landkreis Erlangen-Höchstadt (Mittelfranken, Bayern). Rathsberg liegt in der Gemarkung Atzelsberg.
Der Ort und das gleichnamige Schloss Rathsberg liegen auf dem höchsten, westlichen Punkt des gleichnamigen Höhenzugs Rathsberg nordöstlich von Erlangen.

## Geographie
Das Dorf Rathsberg liegt etwa zwei Kilometer nordöstlich von Erlangen, etwa einen Kilometer südöstlich von Bubenreuth, etwa einen Kilometer westlich von Atzelsberg und etwa drei Kilometer westlich von Marloffstein. Der Ort liegt an der Kreisstraße ERH 7/ER 7 von Erlangen über Atzelsberg nach Marloffstein in einem nach Westen auskragenden Zipfel der seit der Gebietsreform in Bayern zu Marloffstein gehörenden Gemarkung Atzelsberg, wobei die durch den Meilwald gebildete Siedlungsgrenze an den Berghängen nach Norden, Westen und Süden im Wesentlichen auch die Gemarkungsgrenze bildet.
Als Rathsberg wird der obere, bewaldete Teil des Erlanger Berges bezeichnet. Die untere, besiedelte Anhöhe wird als Burgberg oder Altstädter Berg bezeichnet.

## Naturschutzgebiet Wildnis am Rathsberg
Am bewaldeten nordwestlichen Abhang des Ortes befinden sich alte aufgelassene Steinbrüche und herumliegende Felstrümmer. Dieser Teil des Bischofsmeilwaldes erhielt 1996 unter dem Namen Wildnis am Rathsberg den Status eines Naturschutzgebietes. Dies dient der Erhaltung der geologischen Formation des für den Rhätolias typischen und gut ausgeprägten Schattenhangwaldes in seinem teilweise urwaldartigen Erscheinungsbild und seiner Artenzusammensetzung und tierischen Artenvielfalt.
Die Wildnis am Rathsberg ist ein geschütztes Geotop und geschütztes Fauna-Flora-Habitat im Landkreis Erlangen-Höchstadt.
Aufgrund der Ausweisung als Naturschutzgebiet darf dieser Teil des Bischofswaldes nicht mit Fahrrädern befahren werden, Reiten ist nur auf befestigten Wegen gestattet, Hunde sind anzuleinen und die Ruhe der Natur darf nicht gestört werden.

## Geschichte
Die Anfänge des Ortes Rathsberg (älteste Schreibweise: „Radsberg“) lassen sich nach bisheriger Quellenlage erst ab dem Ende des 14. Jahrhunderts urkundlich nachweisen. Die Schlossanlage entstand Anfang des 17. Jahrhunderts. In jene Zeit fiel auch die erste Abbildung Rathsbergs auf Kartenwerken.

### Ortsname
Über den Ursprung des Namens des Berges Rathsberg gibt es zahlreiche Vermutungen.
Die Historikerin D. Fastnacht zieht vier mögliche Ursprünge in Betracht:
1. die Ableitung vom Personennamen Ratzo
2. die Ableitung von einer Kurzform des Personennamens Rathbrecht, Radeboto
3. die Ableitung von ratz (mhd. für Ratte), die als Übername für einen diebischen Menschen gebraucht wurde
4. die Ableitung von einem Flurnamen, der einen Berg bezeichnet, an dem es viele Ratten gab[2]

(Bei den ersten drei Möglichkeiten wäre der Ort nach seinem Gründer benannt worden.)
Der Erlanger Bürgermeister Ferdinand Lammers leitete den Namen aus den ursprünglichen Besitzverhältnissen des Erlanger Berges ab. Der Erlanger Berg wurde in zwei Abteilungen geteilt, wovon die obere, mit Wald bewachsene Höhe, Gemeindeeigentum, die untere, gerodete Anhöhe, Privateigentum der Bürger war. Die obere Abteilung wurde deshalb vermutlich der Rathsberg genannt, weil man das Gemeindeeigentum gewöhnlich nach der verwaltenden Behörde benannte, wie dies auch bei den Lehen der Fall war, welche nie Gemeindelehen, sondern Rathslehen hießen. Der untere Teil wurde zum Unterschied davon Burgerberg genannt, woraus dann Burgberg gemacht wurde.
Auch der Umstand, dass der Höhenzug die ehemalige Südgrenze des Radenzgaus bildete, wird als namensprägend („Radsberg“) vermutet.
Ein weiterer Erklärungsversuch nimmt Bezug auf die ursprüngliche slawische Bevölkerung und leitet den Namen Rathsberg vom slawischen Wort Hrad (Burg) ab. Eine Burg ist jedoch weder dort noch am Erlanger Burgberg nachweisbar.
In alten topographischen Lexika wird der Ort auch „Razenberg“ (1747) oder „Ratzenberg“ (1801) genannt.

### Gutshof Rathsberg
Am Anfang bestand Rathsberg aus einem einzigen Bauernhof mit Äckern, die vermutlich auf der Hochebene des Rathsberges nach einer Rodung im Meilwald entstanden. Der Hof besaß dort auch Holz-, aber keine Weiderechte. Der Hof und einige Äcker waren seit 1419 Lehen der Bamberger Dompropstei. Einige Äcker auf dem Rathsberg waren im Eigentum (Lehen) der Hohenlohe-Brauneck bzw. nach dem Erlöschen dieser Adelslinie 1390 der Burggrafen von Nürnberg und des später daraus hervorgegangenen hohenzollernschen Markgraftums Brandenburg-Kulmbach.
Folgende Besitzer (Lehnsnehmer) sind nachweisbar:
- 1391 wurde Bertold von Erlangen (im Dorf Erlangen ansässiger Niederadel) vom Nürnberger Burggrafen mit vier Äckern auf dem Rathsberg belehnt. 1394 übernahm seine Tochter Margaretha, verheiratet mit Eberhard Ratz, das Lehen. Vermutlich war ihr Vater inzwischen verstorben. Spätestens 1397 war Hans Mugelein der Lehnsnehmer diese Äcker. 1401 wurde Lorenz Gotzmann mit inzwischen sechs Äckern belehnt.
- Auch der Hof war 1391 im Besitz von Bertold von Erlangen, allerdings als Lehen der Bamberger Dompropstei. 1397 ging das Lehen an Heinrich Groß (vermutlich Groß von Trockau).
- 1411 gelangte der Hof an den burggräflichen Landrichter Heinrich Schenk von Leutershausen. (Georg Friedrich Hülß behauptete in einer Gerichtsakte von 1722,[14] dass die Schenken von Leutershausen es von 1300 bis 1411 besaßen und danach die von Lichtenstein.)
- 1430 kaufte es Linhard von Lichtenstein.
- 1431 gelangte es an Hans von Schürstab, dessen Familie es bis 1600 behielt. Die Schürstabs bewohnten Rathsberg nicht selbst, sondern nutzten es lediglich wirtschaftlich als Alm für ihre auf dem Gut Oberndorf bei Möhrendorf betriebene Schafzucht. Um 1435 erwähnte der Bamberger Bischof immer noch nur den Hof Rathsberg. Rathsberg wurde zu dieser Zeit nach Erlangen eingepfarrt. Gegen 1480 wurde ein neues Gutshaus erbaut. In den Verzeichnissen der Stadt Nürnberg aus dem Jahr 1504 wurde der Hof als nürnbergisch bezeichnet. Eine Befestigung oder ein Herrensitz ist nicht aufgeführt und aus diesem Grund wurde Rathsberg wohl auch im Bauernkrieg (1525) nicht zerstört. 1552 wurde es im Zweiten Markgrafenkrieg jedoch zerstört und geplündert und 1578 neu aufgebaut.
- 1601 verkauften Georg Siegmund und Franz Karl von Schürstab das Gut an Georg Ludwig Fuchs zu Obernwölckersdorf. Lehnsherr des Besitzes war aber nicht mehr der Markgraf von Bayreuth, sondern der Dompropst zu Würzburg und Bamberg, Wolfgang Albrecht von Würzburg. Der Lehnbrief[14] erwähnt „ein Schlösslein mit einem Bauernhof, zwei kleine Gütlein und eine Ziegelhütte“.
- 1616 erwarb der Nürnberger Ernst Hülß (1586–1658) das Gut als dompropsteilich-bambergisches Mannlehen von Dompropst Johann Christoph Neustetter. Der Lehnbrief[14] erwähnt „ein Schlösslein mit einem Bauernhof, drei kleine Gütlein und eine Ziegelhütte“. Rathsberg unterstand weiterhin der markgräflichen Gerichtsbarkeit des Oberamts Bayersdorf.
Die Hülß führten seit 1578 das Adelsdiplom.[15] Ernst Hülß war der Enkel des Bamberger Bürgermeisters Jakob Hüls und der Sohn des Nürnberger Rathsherrn Ernst Hüls. Ernst Hülß ließ auch die Familiengruft in der Erlanger Martinsbühler Kirche anlegen. In der Altstädter Kirche besaßen sie ihren Familiensitz und stifteten den Altar nach dem Neubau der Kirche nach dem Dreißigjährigen Krieg.

### Schloss Rathsberg
Die Anfänge des Schlosses liegen vor 1601, als erstmals von einem „Schlösslein“ die Rede war. Als Schloss wurden nur die Wohngebäude des Adels bezeichnet, der Besitzer musste also über ein Adelsdiplom verfügen. Aus den Verkaufsnotizen von 1616 ist bekannt, dass außerhalb der späteren Schlossmauern lediglich ein Haus stand.
Gleich nach dem Erwerb investierte Ernst Hülß in sein landwirtschaftliches Gut. 1620–1622 erfolgte an der Stelle des einfachen Gutshauses der Aufbau des heute noch bestehenden Wohngebäudes im Renaissancestil. Dafür fertigte Georg Wächter aus Bamberg 1616 nach einer Zeichnung des nürnberg’schen Steinmetzen Hans Bin eine Eisen-Radierung des Schlosses an, welche 1621 nochmals geringfügig (Änderung der Dacherker) durch Hans Bin geändert wurde. 1631, im Dreißigjährigen Krieg, plünderten kaiserliche Truppen das Schloss, zerstörten es jedoch nicht.

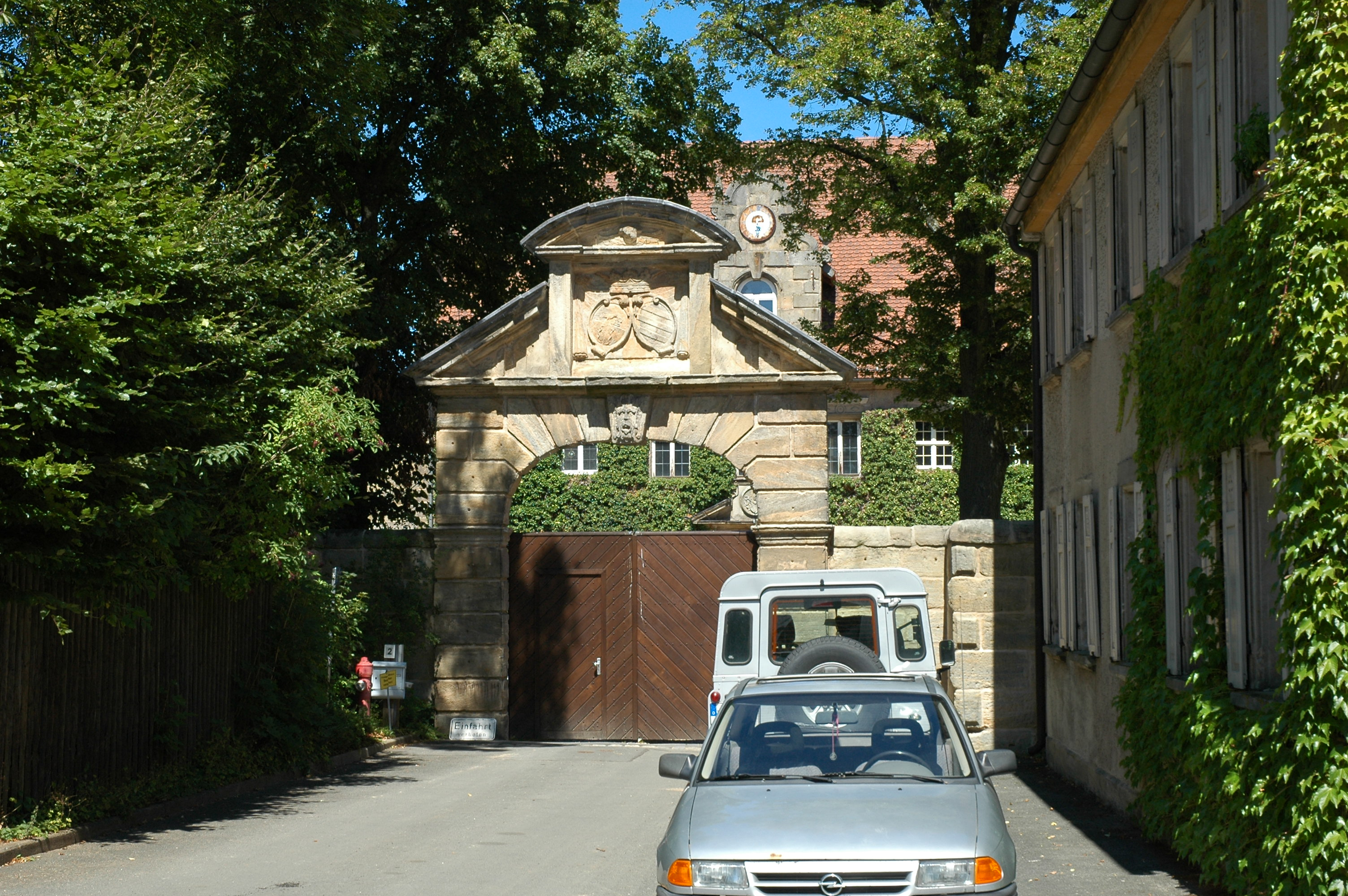
Historisches Tor von Schloss Rathsberg

Im Jahre 1702 gestaltete Hülß’ Urenkel Georg Friedrich Hülß (1676–1744) Schloss und Garten nach den im Barockstil geltenden Prinzipien von Symmetrie und Sichtachsen um. Hülß erweiterte den Schlosshof und verstärkte die umschließenden Mauern. Am nördlichen Abhang des Schlosshofes wurde dafür eine Stützmauer errichtet. Auch das heute noch erhaltene Tor mit dem Allianzwappen seiner Familie und seiner Frau Arnoldine von Brand ist auf ihn zurückzuführen. Gerichtlich ausgetragene familiäre Streitigkeiten zwischen den Hülß führten 1736 dazu, dass Georg Friedrich Hülß das Gut zugunsten seiner Schwester Maria Regina Wilhelmina (1674–1759) räumen musste. Diese wohnte allerdings in Erlangen und setzte lediglich einen Verwalter auf das Gut. Die vormals gut gehende landwirtschaftliche Anlage inklusive der Ziegelei wurde in der Folgezeit komplett heruntergewirtschaftet. Als 1765 mit dem Tod von Georg Christian Hülß der Mannesstamm der Hülß von Rathsberg erlosch, fiel das Mannlehen wieder an die Dompropstei zurück. Pächter waren zu diesem Zeitpunkt eine Enkelin Georg Friedrichs von Hülß, Sophia Catherina von Schlammersdorf und ihr Ehemann Wilhelm Ludwig von Brandt. Brandt wurde 1765 als Herr von Rathsberg (und Adlitz) erwähnt und war im reichsfreien fränkischen Ritterkanton Gebürg immatrikuliert.
Im Jahre 1766 erwarb Johann Friedrich Wilhelm Buirette von Oehlefeld (titulierte als Geheimer Rat der Fürsten von Sachsen-Coburg-Saalfeld) das Gut. Er besaß bereits den Burgstall Strahlenfels.
1820 kam Rathsberg an Georg Christoph Albrecht von Wahler (1784–1849), der bereits Atzelsberg besaß und die beiden Güter miteinander vereinte. Nach dem Tod Albrechts 1849 verwaltete dessen älteste Tochter Mathilde (1810–1854) zusammen mit ihrem Ehemann Hermann Friedrich Beckh (1806–1886) das Schlossgut für die Erbengemeinschaft.
1866 erwarb Beckh das Gut ganz. Er setzte es von Grund auf instand und führte den landwirtschaftlichen Betrieb weiter. Seit 1867 war es auch wieder wirtschaftlich von Atzelsberg getrennt.
1869 wurde ein vierseitiger Dachreiter (seit 1874 mit einem Uhrwerk) und der westliche Anbau am Schloss errichtet. Der Dachreiter wurde in den frühen 1960er Jahren wieder entfernt.
1873/75 erwarb die Familie Beckh einen großen Teil des Bischofsmeilwalds dazu. 1875–1909 bewirtschaftete der Sohn Friedrich Beckh (1843–1927) das elterliche Schlossgut und führte dort modellhaft neue Wirtschaftsmethoden ein. 1908 erwarb Franz Beckh jun. das zwischenzeitlich aufgeteilte Gut von seinen Verwandten. Nach dessen Tod 1959 erbte es sein gleichnamiger Sohn Franz Beckh (1882–1966) der 1960  das Schloss mit seinen Gütern seinem Sohn Heinz Beckh (1917–1980) übergab. Unter ihm wurde das Gut auch für seine Pferdezucht bekannt. Von seinen Erben wurde das Schlossgut schließlich verkauft.
Auch heute noch sind das Schloss und seine Wirtschaftsanlagen in Privatbesitz und nicht zu besichtigen.

### Dorf Rathsberg
Aus dem ursprünglichen Schlossweiler hatte sich spätestens im 18. Jahrhundert das Dorf Rathsberg mit mehreren Taglöhnerhäusern und einer Ziegelhütte gebildet. Die natürlichen Lehmvorkommen auf dem Rathsberg bildeten eine ideale Grundlage für die Ziegelherstellung.
Von 1797 bis 1810 unterstand der Ort dem Justiz- und Kammeramt Erlangen. Im Rahmen des Gemeindeedikts (frühes 19. Jahrhundert) wurde Rathsberg dem Steuerdistrikt Uttenreuth und der Ruralgemeinde Atzelsberg zugeordnet.
In der 1821 erstellten bayerischen Uraufnahme (1808–1864) sind neben der Ziegelhütte (Grundstücksnummer 16) auch die dazugehörigen Ziegelweiher und Lehmgruben zu finden. Mit der allmählichen Verbreitung des modernen Ringofens nach 1859 war ein wirtschaftlicher Betrieb herkömmlicher Ziegelhütten jedoch kaum noch möglich, so dass der Betrieb 1896 eingestellt werden musste.

### Kurort und Erlanger Naherholungsgebiet
Schon um 1700 war der Ort für seine hervorragende Fernsicht bekannt. Er ist an drei Seiten von Felsabhängen umgeben, die teilweise durch natürliche Abgänge der auf Lehmboden (Letten) gleitenden Sandsteinschichten entstanden; aber vor allem durch die Nutzung als Steinbruch für die Gebäude in Rathsberg und Erlangen sowie den Bau des Ludwig-Donau-Main-Kanals. Der angrenzende Meilwald hatte sich sein angestammtes Gebiet noch nicht wieder zurückerobert und bot dem Auge kein Hindernis. Auf der sich nach Osten hinziehenden Hochebene standen Obst- und Nussbäume.
Im frühen 19. Jahrhundert entstand in Rathsberg ein kleiner Luftkurbetrieb. Insbesondere zur Zeit der Kirschblüte und Sommerfrische ist der Ort mit seinen nahen Obst- und Hopfengärten, sonnigen Waldspazierwegen und einer romantischen Quellanlage der beliebteste Ausflugsort der Erlanger und wird auch gerne von Fürthern und Nürnbergern besucht. 1846 waren drei Wirte ansässig.

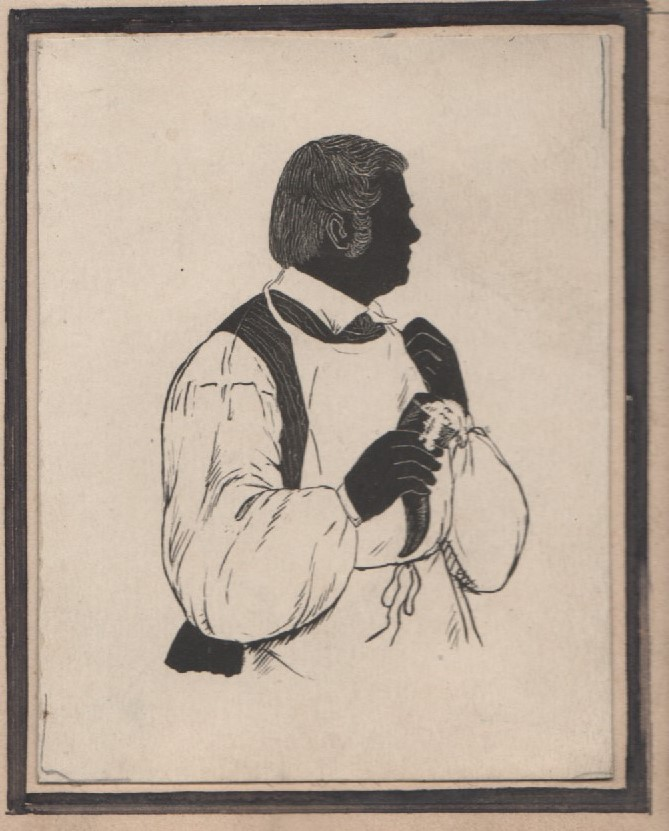
„Der dicke Malter“

Im Jahre 1773 erwarb Christoph Kiesewetter die Brandstatt (einfaches Haus mit Feuerstelle) unmittelbar südöstlich vor dem Schlossplatz und richtete dort eine Wirtschaft und Branntweinbrennerei ein. Diese gingen später an die Familie Malter über. Seit 1833 diente es dem Corps Baruthia als Exkneipe. Besonders während der Kirchweih entwickelte sich dort ein reges Treiben, dessen Tradition sich bis weit ins 20. Jahrhundert fortsetzte. Um 1870 wurde das alte Wirtshaus durch den heute noch existierenden Bau des Alten Gast- und Kurhauses ersetzt. 1887 übernahm es die Familie Stahl; von dieser erwarb es August Münch und 1919 Rudolf Seyferth. 1947 beschäftigte Osram Berlin 40 Arbeitskräfte im alten Kurhaus, 1954 nutzte es Siemens und beschäftigte weiterhin 30 Arbeitskräfte.
Bereits Anfang des 18. Jahrhunderts wurde die Ziegelhütte im östlichen Teil des alten Ortskernes, in der heutigen Straße Am Rundblick, als Zapf- oder Schankwirtschaft genutzt. Nach dem Konkurs der Ziegelei 1896 entstand auf dem Grundstück das Kurhotel und die Gartenrestauration „Zur schönen Aussicht“ der Familie Weiß. 1897 bis 1962 war das Restaurant die Exkneipe des Studentengesangvereins Erlangen (heute AMV Fridericiana Erlangen). (Der Studentengesangverein löste sich 1936 auf, wurde 1948 wieder gegründet und kehrte 1955 in das Lokal zurück.) Daneben errichteten die Erlanger Architekten Steidel und Gehring 1914 (1898) einen kleinen, architektonisch ansprechenden Tanzsaal im Stile einer nordisch-germanischen Königshalle. Die Gartenrestauration wurde später, nach einem Besitzerwechsel, in Cafe-Restaurant Rundblick umbenannt.
Nach 1945 entwickelte sich Rathsberg zu einem bevorzugten Wohngebiet. Seine Einwohnerzahl hat sich inzwischen fast vervierfacht. 1964 wurde das Fahrsträßchen zwischen Erlangen und Marloffstein ausgebaut; dabei wurden für die Orte Rathsberg und Atzelsberg Umgehungsstraßen angelegt.

### Historische Ansichten

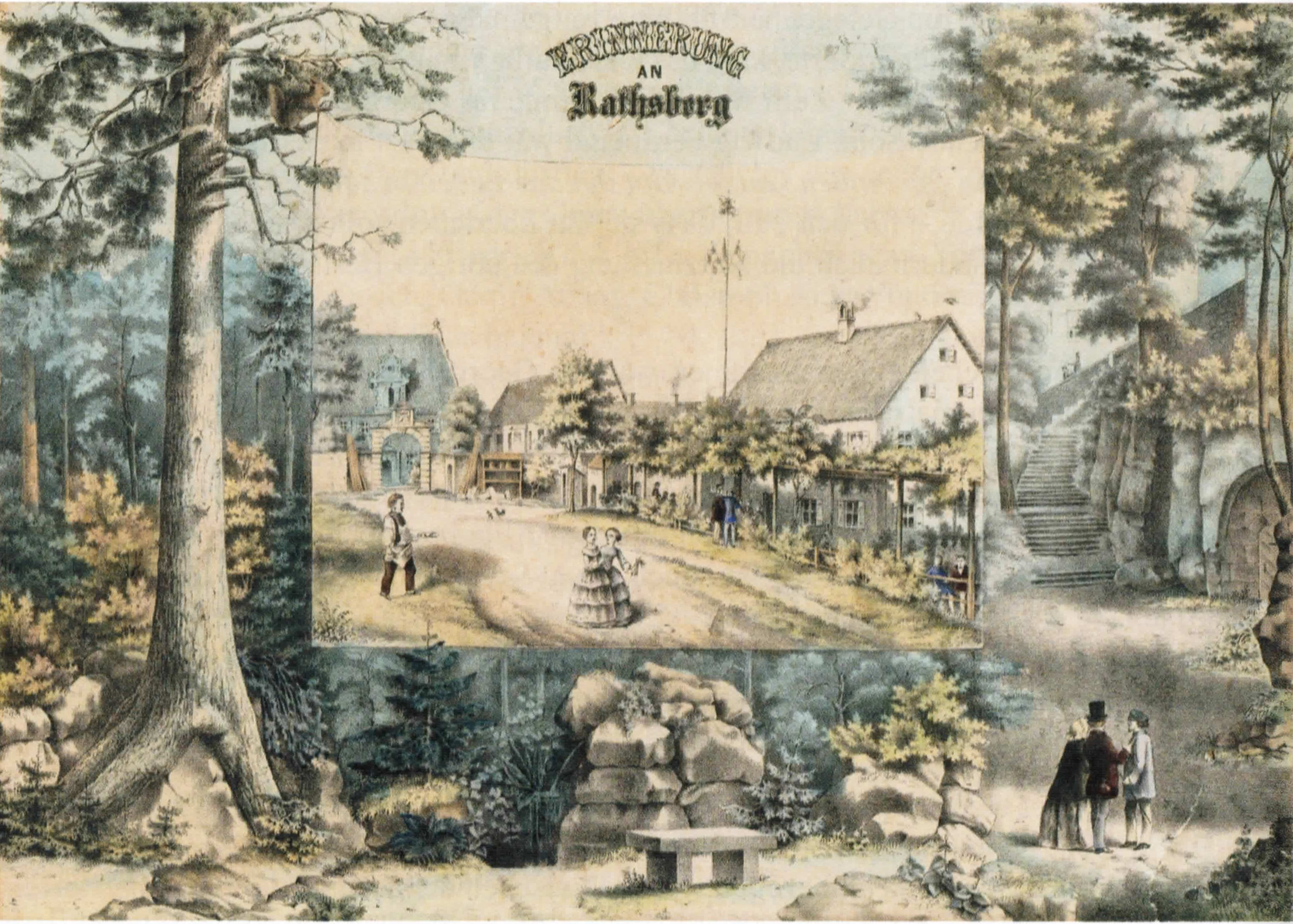
Schloss Nordseite und Eingangsseite mit Gasthaus Malter, ca. 1850
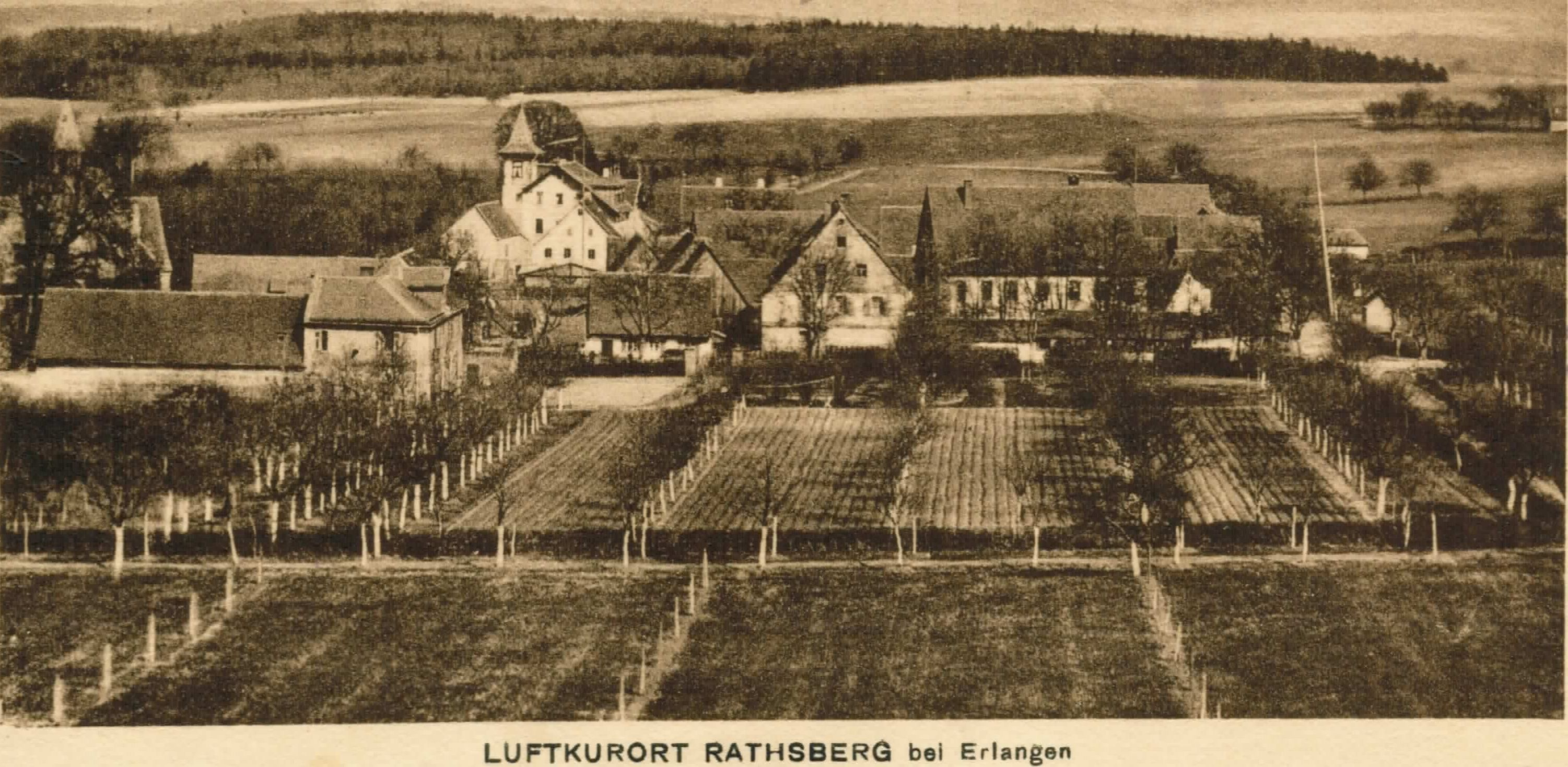
Blick auf Rathsberg, ca. 1900
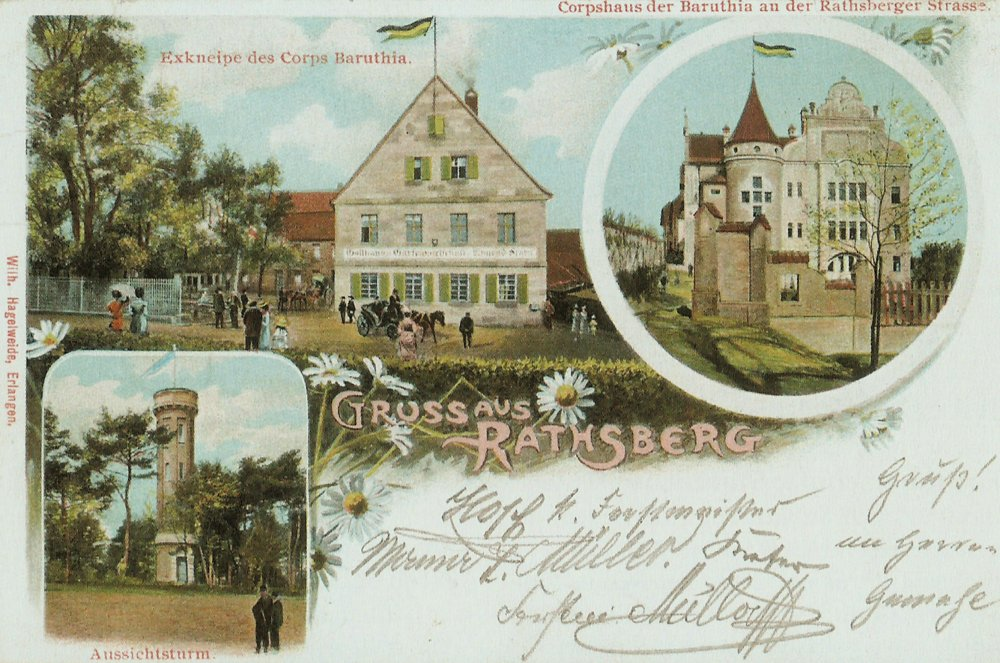
Wirtschaft am Schloss und Aussichtsturm, ca. 1900
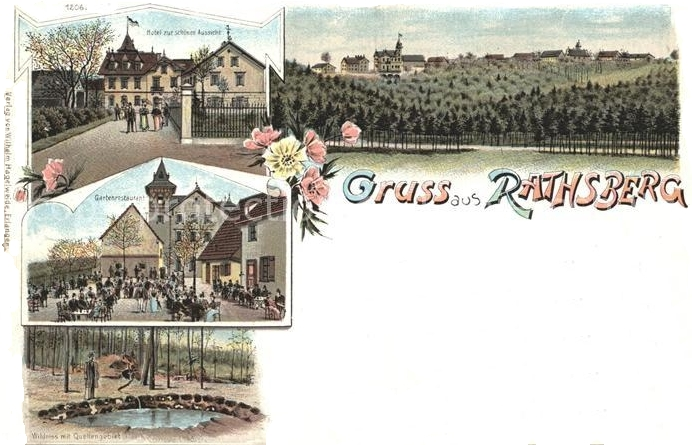
Hotel zur schönen Aussicht mit Gartenrestaurant, ca. 1900
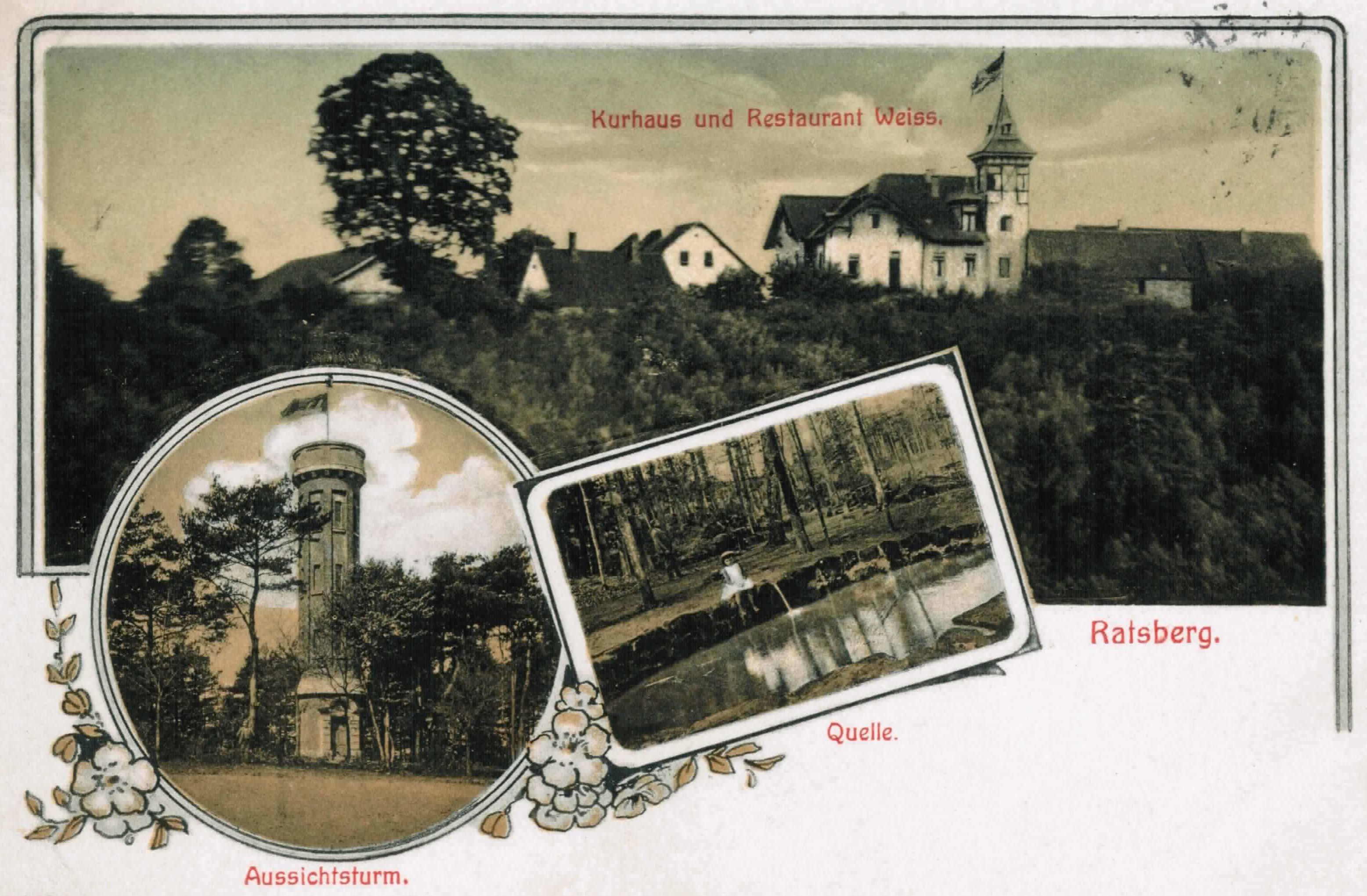
Kurhotel Weiss, Aussichtsturm, Quelle in der Wildnis, ca. 1900
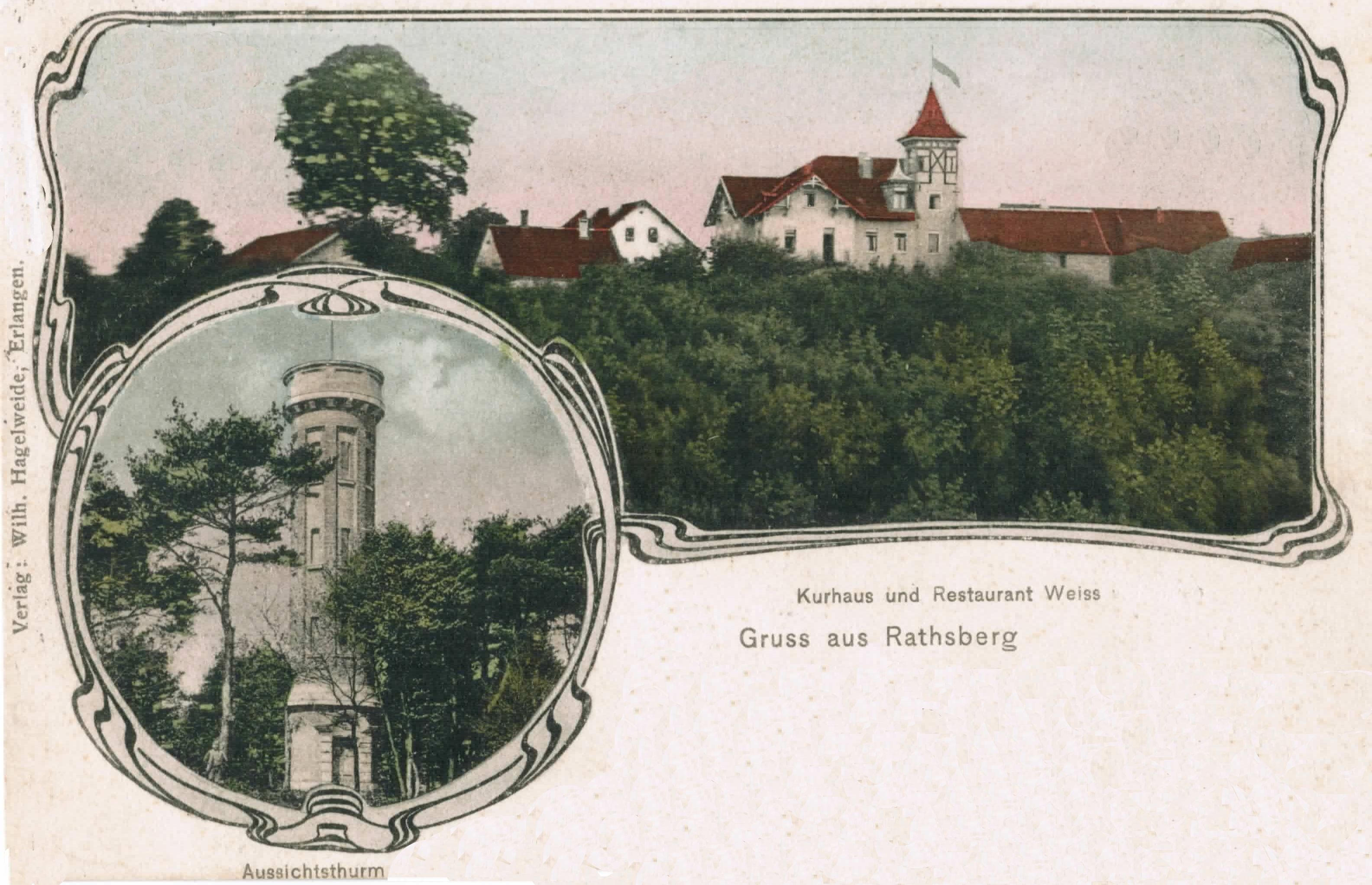
Kurhaus und Restaurant Weiss, Aussichtsturm, ca. 1900

### Interessante Episoden

#### Luderhaus und Luderloch
In der 1821 erstellten bayerischen Uraufnahme sind Wald- und Ackergrundstücke eines Luderhauses eingezeichnet. Der Begriff Luder wurde ursprünglich für Tierkadaver verwendet, die als Lockköder für Raubwild dienten. Dementsprechend wurde die Arbeitsstätte des Abdeckers oft Luderhaus genannt. Der Platz, auf dem die Tierkadaver verscharrt wurden, hieß Luderacker. Daneben kann Luderhaus aber auch eine Jagdhütte (am Luderplatz), einen Hundezwinger (zur Fütterung mit Tierkadavern) oder später, durch den sich wandelnden Sprachgebrauch, ein Bordell bezeichnen.
Im 15. und 16. Jahrhundert wurde das Rathsberger Gut von den Schürstabs für ihre Schäferei genutzt. Schäfer beseitigten damals Schafkadaver weit außerhalb der Dörfer selbst und übernahmen dabei oft auch die unehrenhafte Abdeckerei für die umgebenden Gebiete. Die abgelegene Lage des Hofes und die Nutzung als Schäferei legt die ursprüngliche Verwendung dieser Grundstücke zum Abludern bzw. zur Tierkadaververwertung nahe.
Auf der Grenze zwischen Rathsberg und dem Luderhauswald befand sich das Luderloch, ein kleiner, aufgelassener Steinbruch in dem sich Wasser sammelte. Obwohl inzwischen ausgetrocknet, hat sich dessen Bezeichnung bis heute gehalten und wird gerne mystisch interpretiert, auch im Sinne des mittlerweile veränderten Sprachgebrauchs.

#### Georg Friedrich Hülß und die preußische Festung Rathsberg
1705 erhielt der preußische König Friedrich I. ein anonymes Schreiben aus Erlangen, das versuchte, ihm den Kauf des Schlosses Rathsberg schmackhaft zu machen. Aufgrund der erhobenen und zentralen Lage, eigne sich der Rathsberg ideal für eine Festung. Außerdem zeichne sich das Schloss durch seine idyllische Lage inmitten von lichten Wäldern und Obstgärten aus und käme deshalb auch als fürstliches Lusthaus in Frage. Der König ließ den Ort daraufhin vom Freiherrn von Reichenbach näher untersuchen. Reichenbach vermutete den damaligen Besitzer Georg Friedrich Hülß als Autor des Briefes und riet dem König u. a. aufgrund der schwierigen Eigentumsverhältnisse vom Kauf ab.
Aus dem Brief Reichenbachs sowie einem Bayersdorfer Gerichtsurteil von 1722 über die Nachlassenschaft eines in Rathsberg verstorbenen Militärs wird ein fortwährender Konflikt zwischen Hülß und dem für das Gebiet zuständigen markgraflich-bayreuther Amt Bayersdorf ersichtlich. Hülß war im reichsfreien fränkischen Ritterkanton Gebürg eingeschrieben und beanspruchte für seine Rathsberger Besitzungen die Privilegien eines Ritterguts. Dies war für ihn vor allem mit steuerlichen Vorteilen verbunden. Den Bayreuther Landesherrn entzog es dagegen Macht und Einnahmequellen und wurde deshalb, wo auch immer möglich, in Frage gestellt. Da Rathsberg dompropsteilich-bamberger Lehen war, musste der Baiersdorfer Amtmann zwar in Kauf nehmen, keine Abgaben von Hülß zu erhalten, darüber hinausgehende Privilegien (z. B. Vogteirechte) bzw. der Status eines Rittergutes an sich wurden von ihm aber nie anerkannt. Wohl deshalb wurde auch die Verstärkung der Wehranlage des Schlosses von ihm mit viel Argwohn beobachtet und er wartete auf eine Gelegenheit, Teile davon wieder abreißen zu lassen.
Aber auch innerhalb der Familie Hülß gab es gerichtlich ausgetragene Streitigkeiten. Hülß hatte schon als junger Mann (seit 1702) stark in das Gut investiert, war aber anscheinend bei seiner Schwester Maria Regina Wilhelmina, verwitwete Kammermeister, so hoch verschuldet, dass diese den 60-jährigen Hülß 1736 zwang, mit seiner Familie das Gut zu räumen. Der Streit währte jedoch weiter, da die Schwester nicht an dem langfristigen Erhalt des Gutes (sie bewohnte es selbst nicht), sondern nur an den damit verbundenen Einnahmen interessiert war. Bis zum Tode Hülß’ 1744 folgten gegenseitige Anzeigen wegen Beleidigung, Tätlichkeiten und Misswirtschaft. Auch danach kam es zu fortwährenden Erbstreitigkeiten, die die Familie schließlich finanziell ruinierte und das Schlossgut dem Verfall preisgab.

#### Rubnerstein
Am Waldrand im Nordwesten von Rathsberg steht ein aus Sandstein gemeißelter Gedenkstein.

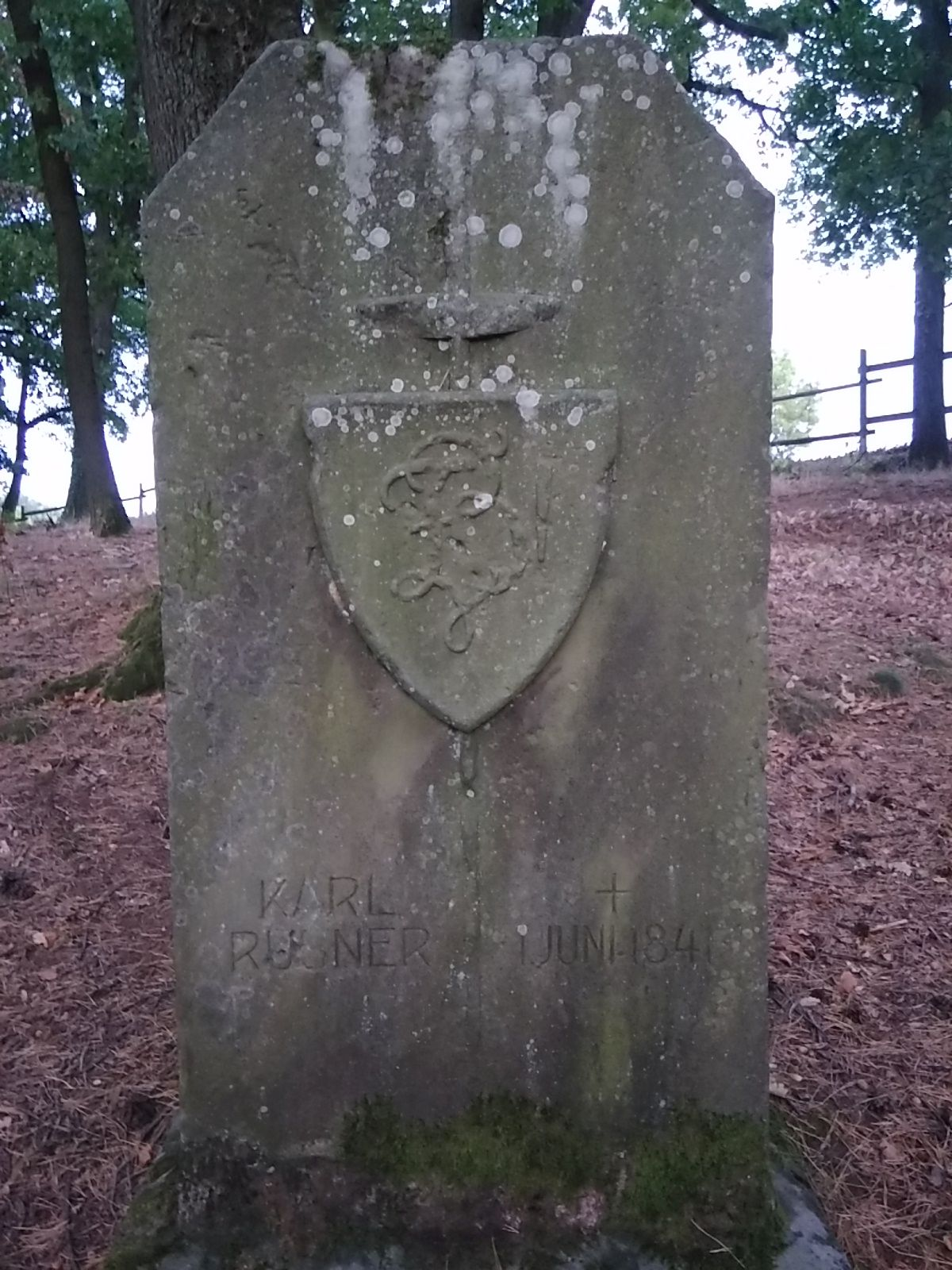
Rubnerstein

Er erinnert an ein Duell, das nach Pfingsten, am 1. Juni 1841 um 6 Uhr in der Früh zwischen dem Studenten Carl Friedrich Wilhelm Rubner (Corps Baruthia, geboren am 12. April 1821) und dem Theologiestudenten Karl Ludwig Thuerecht Köberlin (Burschenschaft Bubenruthia, 1821–1896) stattfand. Der Anlass dieses Duells war ein heftiger Streit auf der Erlanger Bergkirchweih. Schon kurz nach Beginn des Duells wurde Rubner durch einen Stoß in die Brust mit einem Rapier tödlich getroffen. Die Leiche wurde im Gebüsch versteckt, um seinen Tod möglichst lange geheim zu halten. Seinem Gegner sollte dadurch die Flucht ermöglicht werden.
Zwei Mädchen fanden den Toten am 4. Juni 1841. Gerichtliche Untersuchungen brachten keine Aufklärung. Der Leichnam Rubners wurde am 5. Juni 1841, unter Teilnahme aller Studenten, aber sang- und klanglos ohne Einsegnung auf dem Neustädter Friedhof beigesetzt.
Rubners Verbindung, Corps Baruthia, errichtete vor 1900 auf dem eigens erworbenen Grund einen Gedenkstein, der 1928 erneuert wurde. Der Gedenkstein zeigt den Zirkel der Verbindung, einen Stoßdegen, den Namen Rubners sowie sein Todesdatum.
Soweit bekannt ist, war Rubners Duellgegner Köberlin zuletzt Rektor an einer Gewerbeschule in Schweinfurt und starb im Jahre 1896 eines natürlichen Todes.

#### Gedenktafel Mathilden

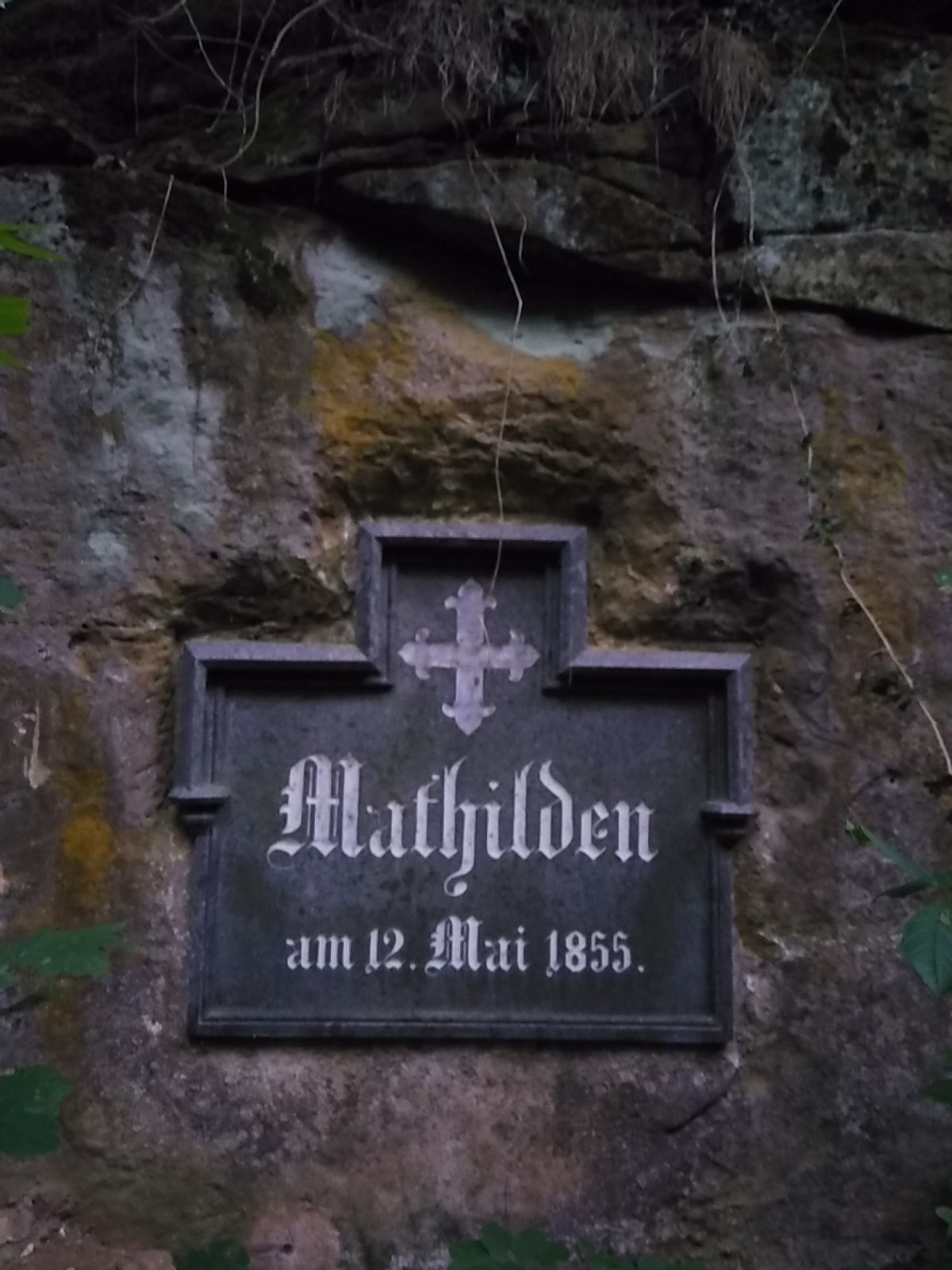
Gedenktafel Mathilden

Im Norden am Fels am Fuße der Schlossmauer befindet sich eine Gedenktafel mit der Inschrift „Mathilden am 12. Mai 1855“. Das Datum entspricht dem 25. Hochzeitstag des damaligen Verwalters und späteren Besitzers Hermann Friedrich Beckh und seiner Frau Mathilde von Wahler. Mathilde starb kurz zuvor, am 28. Dezember 1854, mit 44 Jahren. Am 29. Juni 1857 heiratete Beckh seine zweite Frau Sophie Cella (1828–1913).

#### Der ehemalige Aussichtsturm auf dem Rathsberg

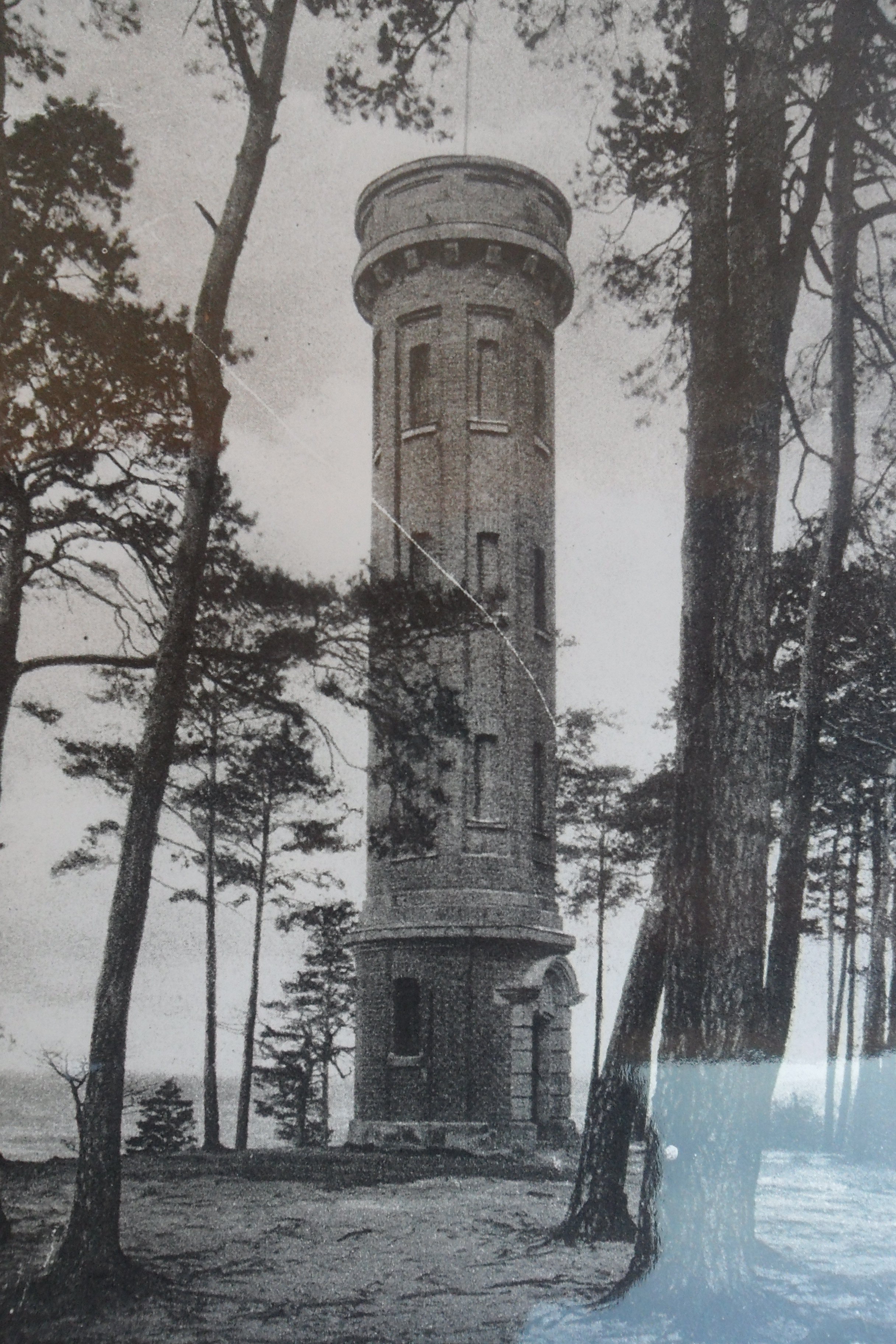
Historischer Aussichtsturm in Rathsberg (1885–1972)

Die Lage auf dem beherrschenden Höhenzug des Rathsbergs veranlasste den Gemeinnützigen Verein Erlangen 1885 zum Bau eines 17 m hohen Aussichtsturms. Der Bau wurde durch Anteilsscheine finanziert, die zur kostenlosen Benutzung berechtigten. 5000-7000 Personen besuchten jährlich den Turm und genossen die spektakuläre Aussicht. 60 Jahre später, am Ende des Zweiten Weltkrieges, diente der Turm als militärischer Beobachtungsposten. Amerikanische Artillerie beschoss beim Vorrücken auf Erlangen gezielt höherliegende Gebäude und zerstörte Turmbrüstung, Plattform und Hauptgesims. Auch Teile der Treppe und des Mauerwerks wurden beschädigt. Um ihn als Wahrzeichen der Stadt Erlangen zu erhalten, wurde er nach einiger Zeit renoviert und 1949 wiedereröffnet. Aufgrund der wachsenden Mobilität zog es die Erlanger in den darauffolgenden Jahren aber immer mehr zu entfernteren Ausflugszielen. Im Jahre 1972 wurde der Turm schließlich wegen Baufälligkeit abgerissen. Den Platz ziert heute ein großes Holzkreuz, und er wird für Waldgottesdienste genutzt. Die Anwohnerstraße zum ehemaligen Turm heißt jedoch noch immer „Zum Aussichtsturm“.

## Eingemeindung nach Marloffstein
Am 1. Mai 1978 wurde die Gemeinde Atzelsberg-Rathsberg zusammen mit Adlitz im Zuge der Gebietsreform in Bayern nach Marloffstein eingemeindet. Marloffstein wurde Teil der Verwaltungsgemeinschaft Uttenreuth.
Der Tourismus spielt heute keine Rolle mehr. Die touristische Vergangenheit kann nur noch auf alten Postkarten bewundert werden. Der berühmte Rund- und Fernblick ist inzwischen durch die umgebenden Wälder verdeckt. Die befestigte Quelle in der Wildnis ist verfallen. Die ehemaligen Kur- und Gasthäuser, der Tanzsaal und das Schloss sind jetzt denkmalgeschützte Wohnhäuser.
Von den Erlangern werden jedoch weiterhin die nahegelegenen Parkplätze als Ausgangspunkte für Spaziergänge über den Höhenzug an Atzelsberg vorbei nach Marloffstein genutzt. Dort können sie noch immer die reizenden Fernsichten genießen, die schon im 19. Jahrhundert so viele Menschen auf den Rathsberg gezogen haben.

## Einwohnerentwicklung
| Jahr      | 001818 | 001840 | 001861 | 001871 | 001885 | 001900 | 001925 | 001950 | 001961 | 001970 | 001987 | 002016 | 002023 |
| Einwohner | 100    | 134    | 106    | 102    | 108    | 97     | 100    | 167    | 138    | 159    | 442    | 497    | 507    |
| Häuser    | 17     | 18     |        |        | 20     | 21     | 21     | 17     | 19     |        | 123    |        |        |
| Quelle    | [ 21 ] | [ 25 ] | [ 36 ] | [ 37 ] | [ 38 ] | [ 39 ] | [ 40 ] | [ 41 ] | [ 42 ] | [ 43 ] | [ 44 ] |        | [ 1 ]  |

Des Weiteren gibt es noch folgende statistische Angaben zu dem Ort bzw. zur Gemeinde Atzelsberg mit Rathsberg:
| Datum          | Einwohner | Einwohner  | Kommentar |
| Datum          | Rathsberg | Atzelsberg | Kommentar |
| -------------- | --------- | ---------- | --- |
| 1818           | 100       | 46         | Topographie, 17 Feuerstellen, 20 Familien                                                                                      |
| 1829           | 100       | 46         | Topographie, 1 Schloss, 17 Feuerstellen, 17 Familien                                                                           |
| 1840           | 134       | 56         | Statistik Mittelfranken, 1 Schloss, 18 Häuser, 20 Familien, 3 Wirte, 1 Ziegler, 1 Metzger, 1 Weber                             |
| 1842           | 119       | 54         | Reisebeschreibung, Schloss mit 17 Häusern                                                                                      |
| 1. Januar 1853 | 130       | 55         | kirchliche Statistik |
| 1. Januar 1856 | 130       | 56         | Statistik Mittelfranken, 1 Schloss, 18 Häuser, 20 Familien, Sitz eines kgl. Forstwarts, 3 Wirte, 1 Ziegler, 1 Metzger, 1 Weber |
| 1857           |           |            | Topographie, 1 Schloss, 17 Häuser, 2 Bierwirtshäuser, 1 Ziegelhütte                                                            |
| 1. Januar 1864 | 136       | 56         | Statistik Mittelfranken, 1 Schloss, 18 Häuser, 20 Familien                                                                     |
| 1868           | 101       | 67         | Postlexikon |
| 1873           | 101       | 67         | Postlexikon |
| 1881           | 107       | 60         | kirchliche Statistik |
| 1898           | 161       | 161        | kirchliche Statistik |
| 1918           | 134       |            | Geschichtszusammenfassung |
| 1925           | 152       | 152        | nach Rademacher |
| 1933           | 142       | 142        | nach Rademacher |
| 1939           | 131       | 131        | nach Rademacher |
| Dezember 1945  | 190       | 190        | Geschichtszusammenfassung |
| 1950           | 247       | 247        | Geschichtszusammenfassung |
| 1954           | 270       | 270        | Geschichtszusammenfassung, 17 Wohngebäude                                                                                      |
| 7. April 1976  | 400       | 400        | |
| Januar 1988    | 508       | 508        | |
| 4. Juli 2016   | 497       |            | |
| 2. Juli 2018   | 500       | 39         | |

## Baudenkmäler
- Ensemble Schloss Rathsberg mit Umgebung
- Am Rundblick 3: Sandsteinquaderbau
- Am Rundblick 9: Stadel
- Am Rundblick 10: Bauernhaus
- Am Rundblick 16: Tanzsaalgebäude
- Schloßweg 23 und 25: älteres Kurhaus

## Religion
Der Ort ist seit der Reformation gemischt konfessionell. Die Lutheraner sind in die Altstädter Kirche (Erlangen) gepfarrt, die Katholiken in die Herz-Jesu-Kirche (Erlangen).

## Verkehr
Die Kreisstraße ERH 7/ER 7 verläuft zum Erlanger Burgberg zur Staatsstraße 2242 (1,75 km südwestlich) bzw. nach Atzelsberg (1,25 km nordöstlich).
Der Ort ist in das Tarifgebiet des Verkehrsverbundes Großraum Nürnberg (VGN) eingebunden. Die Buslinie 252 Erlangen-Baiersdorf bedient die Haltestellen Schlossweg und Rathsberg-Ost.

## Persönlichkeiten
- Johann Heinrich Hülls (1581–1649), deutscher Jurist, Defendent an der Universität Basel und Ratskonsulent in Nürnberg
- Hermann Friedrich Jakob Beckh (1806–1886), Politiker
- Friedrich Beckh (1843–1927), Politiker
- Gerhard Lehnert (1930–2010), Mediziner